# Shiki
Shiki (志木市 Shiki-shi) é uma cidade japonesa localizada na província de Saitama.
Em 2003 a cidade tinha uma população estimada em 66 263 habitantes e uma densidade populacional de 7 313,80 h/km². Tem uma área total de 9,06 km².
Recebeu o estatuto de cidade a 26 de Outubro de 1970.